# Lennox Mauris
Lennox Mauris  (20 januari 1977) is een Nederlandse voetballer, die uitkomt voor het Antilliaanse voetbalteam.
Mauris is in het verleden uitgekomen voor het Nederlands-Antilliaans voetbalelftal, waar hij in de kwalificatiewedstrijd in 2004 tegen het Voetbalelftal van Antigua en Barbuda een rode kaart kreeg.

## Statistieken Nederlandse Antillen
| seizoen               | wed. | goals |
| --------------------- | ---- | ----- |
| 2002                  | 1    | 0     |
| 2004                  | 1    | 0     |
| 2008                  | 0    | 0     |
| 2009                  | 0    | 0     |
| 2010                  | 0    | 0     |
| Bijgewerkt 05-06-2010 | 2    | 0     |